# Lindsaenium rigidum
Lindsaenium rigidum là một loài thực vật có mạch trong họ Dennstaedtiaceae. Loài này được (J. Sm.) Fée miêu tả khoa học đầu tiên năm 1852.